# Arany-patak
Az Arany-patak a Kőszegi-hegység területén az Ausztriában eredő Rohonci-patak (németül: Rechnitzbach) és a Bozsoki-patak egyesüléséből, Bozsok és Bucsu települések között jön létre, Bucsu északi határában, Vas vármegyében. A patak forrásától kezdve déli-délkeleti irányban halad, majd Szombathelynél településnél éri el a Perint patakot. Útja során elsőként Bucsu településen vág át, ahol a falu főutcája mentén folyik. Ezt követően Bucsu és Dozmat között átvág a 89-es főút alatt, majd Dozmatnál keletnek fordul. Torony település belterületén északi irányból a Nyeste–Nyár-patak torkollik belé. Sé településen északról magába fogadja a Színesei-patakot, majd tovább folytatja útját kelet felé. Szombathelyen északról belé torkollik a Potyondi-árok. Végül útját Szombathelyen a Csónakázó-tótól északra, a Perintparti sétány mellett a Perint patakban fejezi be. A partjai mentén fekvő településeken összesen 82 000 fő lakik.

## Part menti települések
- Bucsu
- Dozmat
- Torony
  - Ondód (Torony településrésze)
- Sé
- Szombathely